# Wspólne działania
Wspólne działania to jeden z instrumentów, za pomocą których Unia Europejska prowadzi wspólną politykę zagraniczną i bezpieczeństwa.
Zostały one wprowadzone traktatem z Maastricht, który uczynił z nich wiążący dla państw członkowskich instrument spajania WPZiB. O ich podjęciu decyduje Rada Unii Europejskiej w sytuacjach, w których niezbędne jest podjęcie działań operacyjnych. Traktat o Unii Europejskiej mówi, że wspólne działania określają ich zasięg, cele, zakres i środki, jakie mają być oddane do dyspozycji Unii, warunki wprowadzania ich w życie oraz – w razie potrzeby – czas ich trwania.
W przypadku zmiany sytuacji na świecie w kwestii, do której odnoszą się wspólne działania, Rada UE dokonuje rewizji sytuacji, modyfikując zasady i cele działania. Dopóki jednak tego nie zrobi, w mocy pozostaje dotychczas ustalone działanie. Rada UE może zażądać, by Komisja Europejska przedłożyła jej właściwe propozycje odnośnie do WPZiB, które mają na celu wprowadzenie w życie ustalonego działania. Państwa członkowskie mogą w szczególnych sytuacjach same ustalać szczegóły działań. Dotyczy to przypadków, gdy gwałtowny rozwój sytuacji przy jednoczesnym braku decyzji Rady UE spowoduje konieczność zastosowania dodatkowych środków. Wówczas dane państwo musi jednak kierować się ogólnymi celami wspólnego działania i o podjętych środkach niezwłocznie poinformować Radę UE. Obowiązek ten nie dotyczy sytuacji, gdy wykonuje ono prostą decyzję na własnym terenie.
Wszystkie państwa członkowskie są zobowiązane do ich wypełnia, z wyjątkiem tych, które podczas głosowania zastosują zasadę konstruktywnego wstrzymania się od głosu. W przypadku, gdyby któreś z państw miało problemy z wykonywaniem postanowień działań, powiadamia ono o tym Radę UE, która szuka rozwiązania sytuacji. Nie może jednak ono być sprzeczne z celami wspólnego działania.